# Hrabstwo McIntosh (Dakota Północna)

Piramida wieku hrabstwa

Hrabstwo McIntosh (ang. McIntosh County) to hrabstwo w południowej części stanu Dakota Północna w Stanach Zjednoczonych. Hrabstwo zajmuje powierzchnię 2 577,14 km². Według szacunków United States Census Bureau w roku 2006 miało 2956 mieszkańców. Siedzibą hrabstwa jest Ashley.

## Miejscowości
- Ashley
- Wishek
- Zeeland
- Venturia